# Humedad absoluta
Se llama Humedad absoluta a la cantidad de vapor de agua (generalmente medida en gramos) por unidad de volumen de aire ambiente (medido en metros cúbicos).
Es uno de los modos de valorar la cantidad de vapor contenido en el aire, lo que sirve, con el dato de la temperatura, para estimar la capacidad del aire para admitir o no mayor cantidad de vapor.